# Cerapachys sjostedti
Cerapachys sjostedti är en myrart som beskrevs av Auguste-Henri Forel 1915. Cerapachys sjostedti ingår i släktet Cerapachys och familjen myror. Inga underarter finns listade i Catalogue of Life.